# Haminoea succinea
Haminoea succinea är en snäckart som först beskrevs av Conrad 1846.  Haminoea succinea ingår i släktet Haminoea och familjen Haminoeidae. Inga underarter finns listade i Catalogue of Life.